# El Cerrito, Colombia
El Cerrito är en ort i Colombia.   Den ligger i departementet Valle del Cauca, i den centrala delen av landet, 270 km väster om huvudstaden Bogotá. El Cerrito ligger 990 meter över havet och antalet invånare är 38 390.
Terrängen runt El Cerrito är platt, och sluttar västerut. Runt El Cerrito är det ganska tätbefolkat, med 124 invånare per kvadratkilometer. Närmaste större samhälle är Palmira, 16,3 km söder om El Cerrito. Omgivningarna runt El Cerrito är en mosaik av jordbruksmark och naturlig växtlighet.